# 姚长子
姚长子（？—1555年），明朝浙江省绍兴府会稽人，为当地佣人，因协助当地官军抗击倭寇而殉难。

## 生平
姚长子本为当地地主王氏之佣人。嘉靖三十四年（1555年），倭寇侵犯绍兴，俘获姚长子，逼他作为向导。他引倭寇到四面皆水的化人坛。暗中嘱咐乡亲撤桥，断其归路。倭寇自知中计，将姚长子剁为肉酱，而倭寇130余人被明朝军队尽数围歼。姚长子殉难后，乡人为他立祠祭祀。